# UEFA Cup finalen 1996
UEFA Cup finalen 1996 var to fodboldkampe som skulle finde vinderen af UEFA Cup 1995-96. De blev spillet den 1. og 15. maj 1996 imellem tyske Bayern München og franske Girondins de Bordeaux.
Kampene var kulminationen på den 25. sæson i Europas næststørste klubturnering for hold arrangeret af UEFA siden etableringen af UEFA Cup i 1971. For begge hold gjaldt det at det var første og eneste gang at de var nået frem til finalen i turneringen. 
Bayern München vandt samlet 5-1, efter at de i den første kamp hjemme på Olympiastadion havde vundet 2-0. 14 dage efter på Parc Lescure i Bordeaux fik Girondins de Bordeaux ikke mange chancer, og var bagud med 0-2 inden de fik scoret det første mål. Tyskerne vandt returkampen med 3-1. 
Det var den eneste finale UEFA Cuppen i 1990'erne, som ikke havde et deltagende hold fra den italienske Serie A. 

## Kampene

### 1. kamp
| 1. maj 1996 20:00 |

| Bayern München          | 2 – 0   | Bordeaux |
| ----------------------- | ------- | -------- |
| Helmer 34' · Scholl 60' | Rapport |          |

| Olympiastadion, München Tilskuere: 63.000 Dommer: Serge Muhmenthaler (Schweiz) |

### 2. kamp
| 15. maj 1996 20:45 |

| Bordeaux   | 1 – 3   | Bayern München                                |
| ---------- | ------- | --------------------------------------------- |
| Dutuel 76' | Rapport | 53' Scholl · 65' Kostadinov · 78' Klinsmann · |

| Parc Lescure, Bordeaux Tilskuere: 36.000 Dommer: Vadim Zhuk (Hviderusland) |